# Терновская (Краснодарский край)
Терно́вская — станица в Тихорецком районе Краснодарского края России. Административный центр Терновского сельского поселения.
Население 5585 чел. (2021).

## География
Станица расположена на берегах реки Терновка (Терновая балка) (приток Еи), в степной зоне, в 19 км восточнее Тихорецка.
Железнодорожная станция Порошинская на линии Сальск — Тихорецк.

## История
Селение Терновское (Терновая Балка) основано в 1812 году. Название дано по зарослям терновника. Станица с 1846 года. Входила в Кавказский отдел Кубанской области.

## Население
| 1939 | 1959  | 1979  | 2002  | 2010  | 2021  |
| ---- | ----- | ----- | ----- | ----- | ----- |
| 5742 | ↗6086 | ↗7071 | ↘6558 | ↘6082 | ↘5585 |

## Инфраструктура
В станице 39 улиц и 7 переулков. Имеются две средние общеобразовательные школы, больница, детские сады, дом культуры, стадион, птицефабрика, предприятие по переработке семян подсолнечника, супермаркет, элеватор «Порошинский», мясокомбинат.